# Luci Ver
Luci Aureli Ver (llatí: Lucius Verus; 15 desembre 130 – febrer 169) va ser coemperador de Roma del 161 fins a la seva mort el 169 juntament amb el seu germà adoptiu Marc Aureli. Pertanyia a la dinastia Antonina en tant que fill adoptiu d'Antoní Pius, i era fill natural de Luci Eli Cèsar, al seu torn fill adoptiu de l'emperador Hadrià.

## Biografia
Va néixer a Roma el 15 de desembre de l'any 130 amb el nom de Luci Ceioni Còmmode, igual que son pare. Quan aquest fou adoptat per Hadrià (de nom complet Publi Eli Hadrià), prengué el nom de Luci Eli, i el seu fill esdevengué Luci Ceioni Eli Còmmode. A la mort del seu pare, Antoní Pius el va adoptar, juntament amb Marc Aureli, el 25 de febrer del 138, i a partir de llavors prengué el nom de Luci Eli Aureli Còmmode Antoní. En vida d'Antoní Pius, no va tenir més distinció que el tractament de filius augusti.
L'any 156 va ser qüestor i el 157 cònsol, i altra vegada el 161, juntament amb el seu germà adoptiu Marc Aureli. El març del 161, mort Antoní Pius, va rebre els títols de cèsar i august, i Marc Aureli el va admetre a participar de tots els càrrecs i funcions imperials i, a més, li va transferir el cognom de Ver (Verus). A partir de llavors passà a ser conegut com a Luci Aureli Ver o simplement Luci Ver.
Va dirigir la campanya contra els parts. Es va casar amb Ànnia Lucil·la, filla de Marc Aureli, i va retornar a Roma, on els dos prínceps van celebrar un triomf. Després va fer una campanya a Germània i va morir sobtadament a Altinum, al país dels vènets, cap al final de l'any 169, quan tenia 39 o 40 anys. Fou divinitzat amb el nom de Divus Verus Parthicus Maximus.